# Chokrangsan Sawaengsub
Chokrangsan Sawaengsub (thailändisch โชครังสรรค์ แสวงทรัพย์, * 20. Dezember 1992 in Surin) ist ein thailändischer Fußballspieler.

## Karriere
Chokrangsan Sawaengsub stand bis Juni 2019 beim Rayong FC unter Vertrag. Der Verein aus Rayong spielte in der zweiten thailändischen Liga. Den Rest des Jahres spielte er in Phitsanulok beim Viertligisten Phitsanulok FC. Das Jahr 2020 stand er bei den Zweitligisten MOF Customs United FC in Bangkok und dem Ayutthaya United FC in Ayutthaya unter Vertrag. Ende Dezember 2020 wechselte er zum Drittligisten Surat Thani City FC nach Surat Thani. Mit dem Klub trat er in der Southern Region an. Hier stand er bis Ende Juni 2021 unter Vertrag. Den Rest des Jahres spielte er beim ebenfalls in der dritten Liga spielenden Pluakdaeng United FC. Der Verein aus Rayong spielte in der Eastern Region der Liga. Im Dezember 2021 unterschrieb er einen Vertrag beim Uthai Thani FC. Uthai Thani spielte in der Northern Region. Am Ende der Saison 2021/22 feierte er mit dem Verein aus Uthai Thani die Meisterschaft der Region. In der National Championship, den Aufstiegsspielen zur zweiten Liga, belegte man den ersten Platz und stieg nach einer Saison in der Drittklassigkeit wieder in zweite Liga auf. Nach dem Aufstieg verließ er Uthai Thani und schloss sich Ende August 2022 dem Drittligisten Royal Thai Air Force FC an. Mit dem Verein aus der Provinz Pathum Thani spielt er in der Bangkok Metropolitan Region der Liga.

## Erfolge
Uthai Thani FC
- Thai League 3 – North: 2021/22
- Thai League 3 – National Championship: 2021/22  ▲